# Victoria Welby
Victoria Welby (27 de abril de 1837 - 29 de marzo de 1912), más correctamente Lady Welby-Gregory, fue una filósofa del lenguaje autodidacta inglesa, música y artista de acuarela. 

## Biografía
Welby fue hija de Charles Stuart-Wortley-Mackenzie y Emmeline Stuart-Wortley, y la bautizaron como Victoria Alexandrina Maria Louisa Stuart-Wortley. Después de la muerte de su padre en 1844, viajó mucho junto a su madre, y registró sus experiencias en su diario. Cuando su madre murió, en un viaje a Siria en 1855, regresó a Inglaterra para quedarse con su abuelo, John Manners, quinto duque de Rutland, en el castillo de Belvoir. En 1858 se mudó a Frogmore para vivir con una amiga de su madre: la duquesa de Kent, princesa Victoria de Sajonia-Coburgo-Saalfeld, y madre de la reina Victoria. A la muerte de la duquesa, fue nombrada dama de honor de su madrina, la reina misma. 
En 1863 se casó con William Earle Welby-Gregory, cuarto baronet (1829–1898), quien estuvo activo en la política británica. Ella y William vivían juntos en Denton Manor en Lincolnshire. Tuvieron tres hijos, incluida una hija, Nina, que se casó con el comisionado eduardino y editor Harry Cust. 
Una vez que sus hijos crecieron y se mudaron de la casa, Welby, que había tenido poca educación formal, comenzó un proceso intenso de autoeducación. Esto incluyó intercambio de correspondencia y conversaciones con algunos de los principales pensadores británicos de su época. Muchos de los ingleses victorianos de su medio se convirtieron en reconocidos pensadores y escritores (por ejemplo: Darwin, Lord Acton, JS Mill, Charles Babbage). Welby es una de las pocas mujeres de la época que pudo permitirse el espacio y el tiempo para hacer este tipo de contactos. 
Sus primeras publicaciones fueron sobre teología cristiana, aunque fue abandonando particularmente la interpretación de las escrituras cristianas. El primero, Links and Clues (Enlaces y pistas), se publicó en 1881, pero al igual que otros libros que le siguieron, fue poco leído y conocido. El proceso de preguntarse por qué esto fue así llevó a Welby a interesarse por el lenguaje, la retórica, la persuasión y la filosofía. A fines del siglo XIX, estaba publicando artículos en las principales revistas académicas del idioma inglés de la época, como Mind y The Monist. Ella publicó su primer libro filosófico What Is Meaning? Studies in the Development of Significance (¿Cuál es el significado? Estudios en el desarrollo de significancia) en 1903, siguiendo con Significs and Language: The Articulate Form of Our Expressive and Interpretive Resources (Significantes y lenguaje: la forma articulada de nuestros recursos expresivos e interpretativos), en 1911. Ese mismo año, "Significs" (Significantes), el nombre que le dio a su teoría del significado, fue el título de un artículo largo que contribuyó a la Encyclopædia Britannica. Sus escritos sobre la realidad del tiempo culminaron en su libro Time As Derivative (Tiempo como derivado) de 1907. 

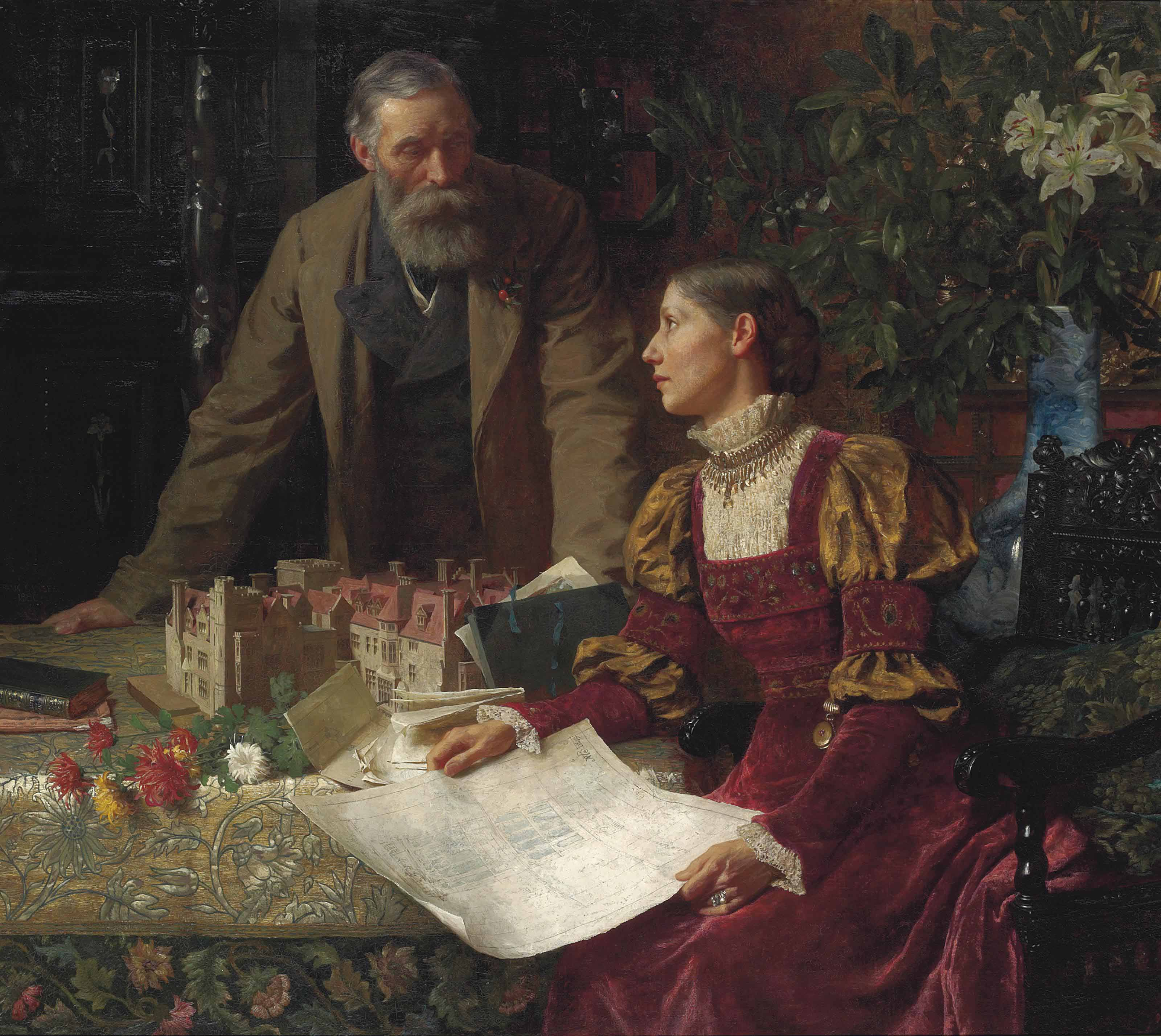
The House Builders (Retratos de Sir WE y The Hon. Lady Welby-Gregory). Pintura (1880) de Frank Bernard Dicksee.

What Is Meaning? (¿Cuál es el significado?) fue revisado con simpatía por The Nation, del fundador del pragmatismo estadounidense Charles Sanders Peirce, lo que condujo a una correspondencia de ocho años entre ellos, que ha sido publicada en tres ocasiones, la más reciente por Hardwick (2001). Welby y Peirce eran académicos externos, y sus enfoques del lenguaje y el significado tenían algunas cosas en común. Pero la mayor parte de la correspondencia consiste en que Peirce elabore su teoría relacionada de la semiótica. Las respuestas de Welby no ocultaban que encontraba a Peirce difícil de seguir, pero al hacer circular copias de algunas de las cartas de Peirce, ella hizo mucho para presentar a Peirce a los pensadores británicos. Desde entonces, los peirceanos contemporáneos han devuelto el favor al ser estudiosos interesados por las ideas de Welby. 
Charles Kay Ogden comenzó a relacionarse con Welby en 1910, y sus escritos posteriores estuvieron muy influenciados por sus teorías, aunque trató de minimizar este hecho en su libro más conocido, The Meaning of Meaning (El significado del significado) (1923). Welby también mantuvo correspondencia con William James, FCS Schiller, Mary Everest Boole, los pragmáticos italianos Giovanni Vailati y Mario Calderoni, Bertrand Russell y J. Cook Wilson. 
Las variadas actividades de Welby incluyeron la fundación de la Sociedad Sociológica de Gran Bretaña y la Sociedad de Costura Decorativa, y escribir poesía y obras de teatro.

## Significativos
"...cada uno de nosotros es en cierto sentido un explorador nato: nuestra única opción es qué mundo exploraremos, nuestra única duda es si nuestra exploración valdrá la pena [...] Y el más ocioso de nosotros se pregunta: el más estúpido de nosotros mira: el más ignorante de nosotros siente curiosidad: mientras el ladrón explora activamente el bolsillo de su vecino o irrumpe en el "mundo" de la casa y el armario de su vecino".
"Sense, meaning, and interpretation (I)" ("Sentido, significado e interpretación)" Mind N.S. V; 1898.

La preocupación de Welby con el problema del significado incluía (quizás especialmente) el uso cotidiano del lenguaje, y acuñó la palabra significantes (significs) para su enfoque (reemplazando su primera opción de "sensibles"). Ella prefería los "significantes" a la semiótica y la semántica, porque estos últimos estaban cargados de teoría y porque los "significantes" señalaban su área específica de interés, que otros enfoques del lenguaje habían tendido a ignorar. Distinguió entre diferentes tipos de sentido y desarrolló las diversas relaciones entre ellos y los valores éticos, estéticos, pragmáticos y sociales. Postuló tres tipos principales de sentido: sentido, significado e importancia (sense, meaning, y significance). A su vez, estos correspondían a tres niveles de conciencia, que ella llamó "planetarios", "solares" y "cósmicos", y explicó en términos de una especie de teoría darwiniana de la evolución. La estructura triádica de su pensamiento era una característica que compartía con Peirce. 
Las teorías de Welby sobre la significación en general fueron uno de los diversos enfoques de la teoría del lenguaje que surgieron a fines del siglo XIX y anticipaban la semántica, la semiótica y la semiología contemporánea. Welby tuvo un efecto directo en el Grupo Significs, la mayoría de cuyos miembros eran holandeses, incluidos Gerrit Mannoury y Frederik van Eeden. Por lo tanto, influyó indirectamente en LEJ Brouwer, fundador de la lógica intuicionista.

## Bibliografía

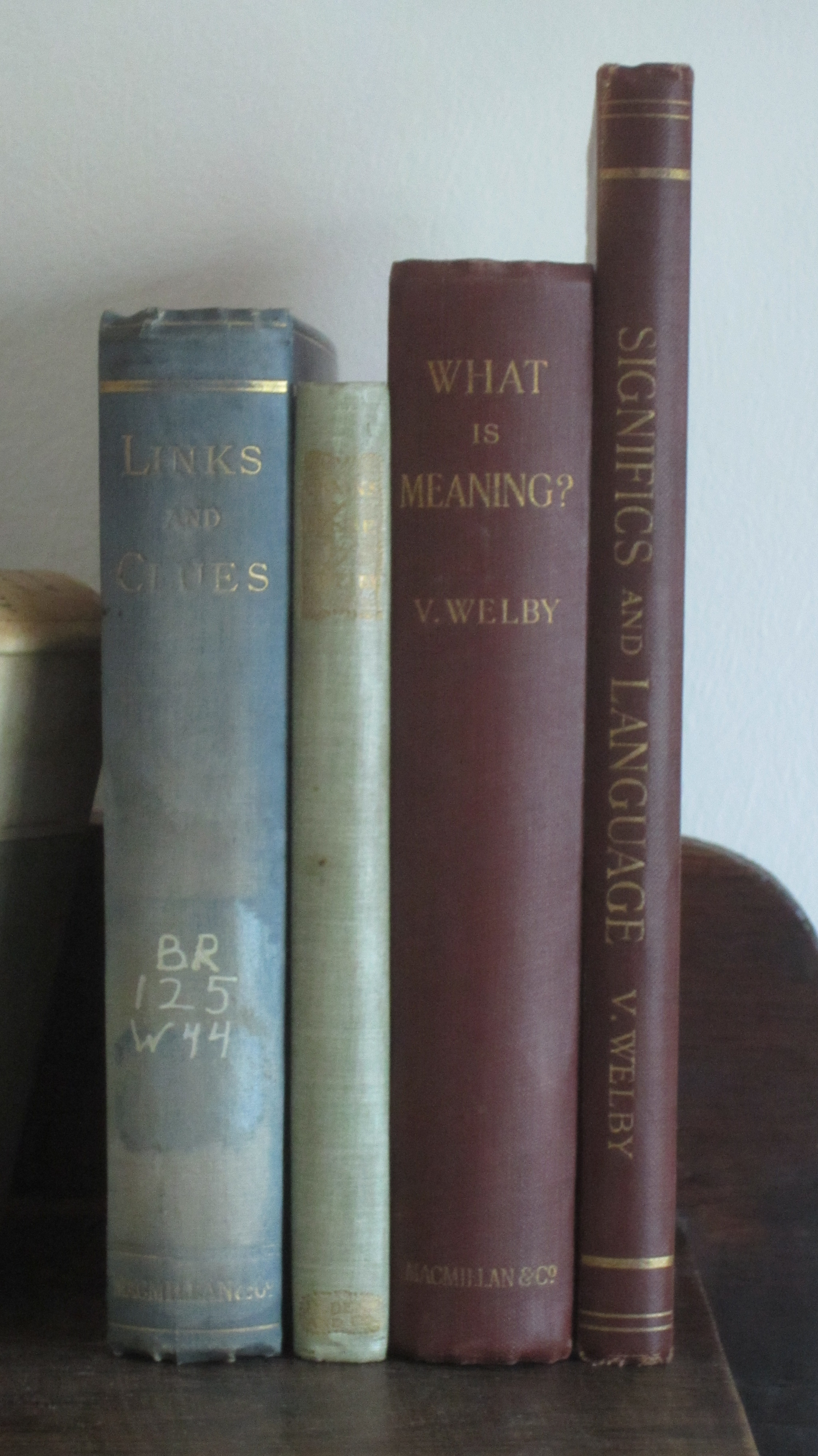
Primeras ediciones de obras de Victoria Welby.

### Conferencias
- "An address delivered by the Hon. Mrs. Welby to the married women of Newton on the first Thursday in Lent, 1872" (Una conferencia impartida por la Honorable Señora Welby a las mujeres casadas de Newton el primer jueves de Cuaresma, 1872).

## Otras lecturas
- Toennies, Ferdinand, 1901, "Nota en respuesta a Welby", Mind 10 : 204–209.
- Schmitz, H. Walter, 1985, "Los significados de Victoria Lady Welby: el origen del movimiento significativo". En Welby (1985).
- Schmitz, H. Walter, ed., 1990. Ensayos sobre significados: documentos presentados en ocasión del 150 aniversario del nacimiento de Victoria Lady Welby (1837–1912) . John Benjamins.
- Deledalle, Gerard, 1990. "Victoria Lady Welby y Charles Sanders Peirce: significado y significación" (en A. Eschbach [ed. ] Ensayos sobre significados John Benjamins, 1990)
- Myers, William Andrew, 1995. "Victoria, Lady Welby (1837–1912)" en ME Waithe, ed., A History of Women Philosophers vol. 4, Kluwer.
- Dale, Russell, 1996. La teoría del significado ., Capítulo 2, "La teoría del significado en el siglo XX".
- Petrilli, Susan, 1999, "La base biológica de los significados de Victoria Welby", Semiotica: Journal of the International Association for Semiotic Studies 127: nn-nn.
- King, Peter J., 2004. Cien filósofos . Apple Press. ISBN 1-84092-462-4
- Joseph, John E. 2012. "Significado en los márgenes: Victoria Lady Welby y significados". Times Suplemento literario no. 5686, 23 de marzo de 2012, pp. 14-15.